# Oh Yeah! Cartoons
Az Oh Yeah! Cartoons egy 1998-ban indult amerikai televíziós rajzfilmösszeállítás. A műsort Fred Seibert készítette azzal a céllal, hogy a Micsoda rajzfilm!-hez hasonlóan animációs rövidfilmeket gyűjtsön össze, amikből később akár teljes értékű rajzfilmsorozat is készülhet. A műsornak később műsorvezetői is voltak, akik felkonferálták ezeket a műveket: a 2. évadban Kenan Thompson, a 3. évadban pedig Josh Server.
Az összeállítást az Amerikai Egyesült Államokban 1998. július 17. és 2001. május 25. közt adta a Nickelodeon. Magyarországon nem került bemutatásra.

## A műsor tematikája
Az Oh Yeah! Cartoons a Frederator Studios 2. televíziós rajzfilmösszeállítása, amiben különböző alkotók (kb. 7 perces) rövidfilmjeit gyűjtik össze. A stúdió olyan rajzfilmösszeállításokat készített még, mint az 1995-ös Micsoda rajzfilm! (Cartoon Network), a 2008-as The Meth Minute 39 (Channel Frederator) és Random! Cartoons (Nickelodeon/Nicktoons), a 2012-es Too Cool! Cartoons (Cartoon Hangover) és a 2016-os GO Cartoons! (Cartoon Hangover).
A műsor futása alatt közel 99 rajzfilmszegmens és 54 karakter került bemutatásra, ám végül csak 3 történetfolyam kapott sorozatos berendelést: ezek a ChalkZone, a Tündéri keresztszülők és Az életem tinirobotként. A sorozatban emellett olyan animátorok kaphattak lehetőséget, mint Bob Boyle (Yin Yang Yo!) és Seth MacFarlane (Family Guy).

## Epizódok
| # Évad/Epizód | Szegmens                               | Cím                                           | Alkotó                                 | Eredeti megjelenés   |
| ------------- | -------------------------------------- | --------------------------------------------- | -------------------------------------- | -------------------- |
| 1/1           | ChalkZone                              | N/A                                           | Bill Burnett, Larry Huber              | 1998. július 17.     |
| 1/1           | Slap T. Pooch                          | "What Is Funny?"                              | Bill Burnett, Vincent Waller           | 1998. július 17.     |
| 1/1           | Jelly's Day                            | N/A                                           | Bill Burnett and Greg Emison           | 1998. július 17.     |
| 1/2           | The F-Tales                            | "The Sky Is Falling"                          | Rob Renzetti                           | 1998. július 24.     |
| 1/2           | 25¢ Trouble                            | N/A                                           | Alex Kirwan                            | 1998. július 24.     |
| 1/2           | Cat and Milkman                        | N/A                                           | Miles Thompson                         | 1998. július 24.     |
| 1/3           | Jamal the Funny Frog                   | "Mind the Baby, Jamal"                        | Pat Ventura                            | 1998. július 31.     |
| 1/3           | Thatta Boy                             | N/A                                           | Alex Kirwan                            | 1998. július 31.     |
| 1/3           | Hobart                                 | "The Weedkeeper"                              | Bill Burnett, Greg Emison              | 1998. július 31.     |
| 1/4           | Protecto 5000                          | N/A                                           | John Eng                               | 1998. augusztus 7.   |
| 1/4           | Ask Edward                             | "All About Babies"                            | Rob Renzetti                           | 1998. augusztus 7.   |
| 1/4           | Peter Patrick, P.I.                    | "What About Lunch?"                           | Vincent Waller                         | 1998. augusztus 7.   |
| 1/5           | Max & His Special Problem              | N/A                                           | Dave Wasson, Chris Miller (társalkotó) | 1998. augusztus 14.  |
| 1/5           | Tutu the Superina                      | N/A                                           | Bill Burnett, Sally Rousse             | 1998. augusztus 14.  |
| 1/5           | Blotto                                 | N/A                                           | Byron Vaughns                          | 1998. augusztus 14.  |
| 1/6           | Tales from the Goose Lady              | "Jack and the Beanstalk"                      | Dave Wasson                            | 1998. augusztus 21.  |
| 1/6           | Twins Crimson and Those Amazing Robots | N/A                                           | Carlos Ramos                           | 1998. augusztus 21.  |
| 1/6           | Olly & Frank                           | N/A                                           | Bob Boyle                              | 1998. augusztus 21.  |
| 1/7           | Apex Cartoon Props & Novelties         | N/A                                           | Larry Huber                            | 1998. augusztus 28.  |
| 1/7           | A Cop and His Donut                    | N/A                                           | Rob Renzetti                           | 1998. augusztus 28.  |
| 1/7           | Enchanted Adventures                   | N/A                                           | John Eng and Bill Burnett              | 1998. augusztus 28.  |
| 1/8           | The Fairly OddParents!                 | N/A                                           | Butch Hartman                          | 1998. szeptember 4.  |
| 1/8           | Hobart                                 | "Deep Sea Diva"                               | Bill Burnett and Greg Emison           | 1998. szeptember 4.  |
| 1/8           | Super Santa                            | "Jingle Bell Justice"                         | Mike Bell                              | 1998. szeptember 4.  |
| 1/9           | Kitty the Hapless Cat                  | N/A                                           | Zac Moncrief                           | 1998. augusztus 28.  |
| 1/9           | That's My Pop!                         | "There's a Dinosaur in the House"             | Pat Ventura                            | 1999                 |
| 1/9           | Hubbykins vs. Sweetypie                | N/A                                           | Rob Renzetti                           | 1999                 |
| 1/10          | The Man with No Nose                   | N/A                                           | Larry Huber                            | 1998. szeptember 17. |
| 1/10          | Youngstar 3                            | N/A                                           | Miles Thompson                         | 1998. szeptember 17. |
| 1/10          | Hey Look!                              | N/A                                           | H. Kurtz (saját képregénye alapján)    | 1998. szeptember 17. |
| 1/11          | ChalkZone                              | "The Amazin' River"                           | Bill Burnett, Larry Huber              | 1998. szeptember 24. |
| 1/11          | Tales from the Goose Lady              | "Hamzel and Grande"                           | Dave Wasson                            | 1998. szeptember 24. |
| 1/11          | The Feelers                            | N/A                                           | Bill Burnett                           | 1998. szeptember 24. |
| 1/12          | Max & the Pigeon Incident              | N/A                                           | Dave Wasson                            | 1998. október 16.    |
| 1/12          | Zoomates!                              | N/A                                           | Seth MacFarlane                        | 1998. október 16.    |
| 1/12          | Microcops                              | N/A                                           | John Eng                               | 1998. október 16.    |
| 1/13          | Planet Kate                            | N/A                                           | Jamie Mitchell                         | 1998                 |
| 1/13          | Fathead                                | N/A                                           | Vince Calandra                         | 1998                 |
| 2/14          | ChalkZone                              | "Rudy's Date"                                 | Bill Burnett, Larry Huber              | 1999                 |
| 2/14          | Fuzzy Bunny: A Kid's Life              | N/A                                           | Ken Kessel                             | 1999                 |
| 2/14          | The Fairly OddParents                  | "Too Many Timmys!"                            | Butch Hartman                          | 1999                 |
| 2/15          | Tales from the Goose Lady              | "The Little Pigs 3"                           | Dave Wasson                            | 1999                 |
| 2/15          | Freddy Seymore's Amazing Life          | N/A                                           | Tim Biskup                             | 2000                 |
| 2/15          | Jamal the Funny Frog                   | "His Musical Moment"                          | Pat Ventura                            | 1999                 |
| 2/16          | ChalkZone                              | "Snap Out of Water"                           | Bill Burnett, Larry Huber              | 1999                 |
| 2/16          | Earth to Obie                          | N/A                                           | Guy Vasilovich                         | 1999                 |
| 2/16          | Mina and the Count                     | "The Ghoul's Tribunal"                        | Rob Renzetti                           | 1998                 |
| 2/17          | The Fairly OddParents                  | "Where's the Wand?"                           | Butch Hartman                          | 1999                 |
| 2/17          | Magic Trixie                           | N/A                                           | Alex Kirwan                            | 1999                 |
| 2/17          | Tales from the Goose Lady              | "The Egg Who Whould Be King"                  | Dave Wasson                            | 1999                 |
| 2/18          | ChalkZone                              | "Secret Passages"                             | Bill Burnett, Larry Huber              | 1999                 |
| 2/18          | The Kid from S.C.H.O.O.L.              | N/A                                           | Bill Riling, Bob Boyle                 | 1999                 |
| 2/18          | Mina and the Count                     | "The Vampire Who Came to Dinner"              | Rob Renzetti                           | 1999                 |
| 2/19          | The Fairly OddParents                  | "Party of Three!"                             | Butch Hartman                          | 1999. január 1.      |
| 2/19          | The Forgotten Toybox                   | N/A                                           | Mike Bell                              | 1999. január 1.      |
| 2/19          | Jelly's Day                            | "Uncle Betty Comes to Visit"                  | Bill Burnett, Greg Emison              | 1999. január 1.      |
| 2/20          | ChalkZone                              | "ChalkDad"                                    | Bill Burnett, Larry Huber              | 1999                 |
| 2/20          | A Dog & His Boy                        | N/A                                           | Carlos Ramos                           | 1999                 |
| 2/20          | Mina and the Count                     | "Playing a Hunch"                             | Rob Renzetti                           | 1999                 |
| 2/21          | The Fairly OddParents                  | "The Fairy Flu!"                              | Butch Hartman                          | 1999. április 30.    |
| 2/21          | Lollygagin'                            | N/A                                           | Guy Vasilovich                         | 1999. április 30.    |
| 2/21          | Tales from the Goose Lady              | "The Tortoise & the Hairpiece"                | Dave Wasson                            | 1999. április 30.    |
| 2/22          | ChalkZone                              | "Chalk Rain"                                  | Bill Burnett, Larry Huber              | 1999                 |
| 2/22          | The Dan Danger Show!                   | N/A                                           | Butch Hartman, Steve Marmel            | 2000                 |
| 2/22          | Mina and the Count                     | "My Best Friend"                              | Rob Renzetti                           | 1999                 |
| 2/23          | The Fairly OddParents                  | "The Temp!"                                   | Butch Hartman                          | 1999                 |
| 2/23          | Herb                                   | N/A                                           | Antoine Guilbaud                       | 1999                 |
| 2/23          | Jamal the Funny Frog                   | "Milk Dreams"                                 | Pat Ventura                            | 1999                 |
| 2/24          | Jelly's Day                            | "Aunt Broth's Makeover"                       | Bill Burnett, Greg Emison              | 1999                 |
| 2/24          | Terry and Chris                        | N/A                                           | John Reynolds                          | 1999                 |
| 2/24          | Mina and the Count                     | "FrankenFrog"                                 | Rob Renzetti                           | 1999                 |
| 2/25          | The Fairly OddParents                  | "The Zappys!"                                 | Butch Hartman                          | 1999                 |
| 2/25          | Let's Talk Turkey                      | N/A                                           | Vincent Waller                         | 1999                 |
| 2/25          | Tales from the Goose Lady              | "Goldie Locks"                                | Dave Wasson                            | 1999                 |
| 2/26          | ChalkZone                              | "Rapunzel"                                    | Bill Burnett, Larry Huber              | 1999. január 5.      |
| 2/26          | Zoey's Zoo                             | "Lots of Ocelots"                             | Amy Ellyn Anderson, David Burd         | 1999. január 5.      |
| 2/26          | My Neighbor Was a Teenage Robot        | N/A                                           | Rob Renzetti                           | 1999. január 5.      |
| 3/27          | The Fairly OddParents                  | "Super Humor"                                 | Butch Hartman                          | 2001                 |
| 3/27          | The Boy Who Cried Alien!               | N/A                                           | Guy Vasilovich                         | 2001                 |
| 3/27          | Jamal the Funny Frog                   | "Dentist"                                     | Pat Ventura                            | 2001                 |
| 3/28          | The Dan Danger Show!                   | "Danger 101!"                                 | Butch Hartman, Steve Marmel            | 2000                 |
| 3/28          | The Tantrum                            | N/A                                           | John Fountain                          | 2000                 |
| 3/28          | Super Santa                            | "Naughty"                                     | Mike Bell                              | 2000                 |
| 3/29          | Super Santa                            | "South Pole Joe"                              | Mike Bell                              | 2000                 |
| 3/29          | Sick 'N' Tired                         | "Bug Bite!"                                   | Andre Nieves, Ric Delcarmen            | 2001                 |
| 3/29          | Tales from the Goose Lady              | "The Ugly Duck-Thing"                         | Dave Wasson                            | 2001                 |
| 3/30          | The Fairly OddParents                  | "Scout's Honor"                               | Butch Hartman                          | 2001                 |
| 3/30          | Skippy Spankerton                      | "Hot Tamale Monster Movie Madness!"           | Eric Bryan, Michelle Bryan             | 2001                 |
| 3/30          | Jamal the Funny Frog                   | "Beach"                                       | Pat Ventura                            | 2001                 |
| 3/31          | Super Santa                            | "Vegetation"                                  | Mike Bell                              | 2001                 |
| 3/31          | Elise Mere Mortal                      | N/A                                           | Guy Vasilovich                         | 2001                 |
| 3/31          | Fuzzy Bunny: A Kid's Life              | "Picture Perfect"                             | Ken Kessel                             | 2001                 |
| 3/32          | The Dan Danger Show!                   | "A Lighter Shade of Danger!"                  | Butch Hartman, Steve Marmel            | 2001                 |
| 3/32          | Kameleon Kid                           | N/A                                           | Jaime Diaz, Russ Mooney                | 2001                 |
| 3/32          | Jamal the Funny Frog                   | "Camping"                                     | Pat Ventura                            | 2001                 |
| 3/33          | The Fairly OddParents                  | "The Really Bad Day"                          | Pat Ventura                            | 2001                 |
| 3/33          | Baxter and Bananas                     | "Monkey See, Monkey Don't?"                   | Zac Moncrief                           | 2001                 |
| 3/33          | Tales from the Goose Lady              | "A Fisherman, A Fisherman's Wife, and a Fish" | Dave Wasson                            | 2001                 |
| 3/34          | The Dan Danger Show                    | "A Date with Danger"                          | Butch Hartman, Steve Marmel            | 2000                 |
| 3/34          | The Semprini Triplets                  | N/A                                           | Pat Ventura                            | 2000                 |
| 3/34          | Mina and the Count                     | "Girl Is Count"                               | Rob Renzetti                           | 2000                 |

## Fordítás
Ez a szócikk részben vagy egészben  az   Oh Yeah! Cartoons című angol Wikipédia-szócikk fordításán alapul.  Az eredeti cikk szerkesztőit annak laptörténete sorolja fel. Ez a jelzés csupán a megfogalmazás eredetét és a szerzői jogokat jelzi, nem szolgál a cikkben szereplő információk forrásmegjelöléseként.